# Novia que te vea
Novia que te vea es una película mexicana de 1993 dirigida por Guita Schyfter y Tita Lombardo. Es el primer largometraje de Guita Schyfter, así como el primer filme mexicano que abordó el tema de la integración cultural de las comunidades judías en México. Es una aproximación a las comunidades judías que habitan en México y la manera en que se han adaptado mutuamente las dos culturas.
La película se basó en la novela homónima escrita, un año antes (1992), por Rosa Nissan, la cual cuestiona también el papel tradicional de las mujeres judías, así como las costumbres y tradiciones de la comunidad sefardita.

## Argumento
En los años cuarenta y cincuenta, las jóvenes amigas Oshi y Rifke, de la comunidad judía emigrada a México, se hacen íntimas amigas, aunque la primera es sefaradita, de origen turco y de familia conservadora, y la segunda pertenece a otro grupo, más liberal. La familia de la primera solo desea que se case, y la de la segunda admite, tras algunas rebeliones de la joven contra sus tradiciones, que estudie y que ejerza su profesión.

## Temas
Esta película aborda por primera vez el tema de la presencia de la comunidad judía en México y la integración de las culturas judía y mexicana 
y las aportaciones y enriquecimientos mutuos.

"Quise contar una historia de mi mundo, de la cultura donde crecí y me desarrollé." Guita Schyfter, directora y productora.

## Reparto
- Claudette Maillé -Oshinica Mataraso
- Maya Mishalska -Rifke Groman
- Ernesto Laguardia -Eduardo Saavedra
- Angélica Aragón -Sarica Madre
- Verónica Langer -mamá Rifke
- Mercedes Pascual -abuela Sol
- Pedro Armendáriz Jr. -papá Saavedra

## Premios
| Festival           | País           | Premio                                                   | Año  |
| ------------------ | -------------- | -------------------------------------------------------- | ---- |
| Ariel              | México         | Ariel                                                    | 1994 |
| Rhode Island       | Estados Unidos | Opera Prima                                              | 1994 |
| La mujer y el Cine | Argentina      | Mención Especial                                         | 1994 |
| Ariel              | México         | Ariel a Maria Fernanda Gracia por Mejor Actriz de Cuadro | 1995 |